# Carlos Ruiz Zafón
Carlos Ruiz Zafón (n. 25 septembrie 1964, Barcelona, Catalonia, Spania – d. 18 iunie 2020, Los Angeles, California, SUA) a fost un scriitor spaniol.

## Biografie
A lucrat în publicitate, a colaborat la ziarele "La Vanguardia" și "El País" și, pentru câțiva ani, a locuit la Los Angeles, unde a lucrat ca scenarist. Și-a început cariera literară în 1993 cu o carte pentru copii, El Príncipe De La Niebla („Prințul din negură”), pentru care a primit Premiul Edebe.
Este autorul a șapte romane, printre care La Sombra Del Viento („Umbra vântului”), un bestseller vândut în peste 10 milioane de exemplare. Operele sale au fost traduse în 35 de limbi și a primit numeroase premii internaționale. Romanul El Juego Del Ángel („Jocul îngerului”) a beneficiat de un tiraj inițial record, de un milion de exemplare.

## Opere
- El Príncipe De La Niebla (Prințul din negură,  1993)
- El Palacio De Medianoche (Palatul de la Miazănoapte, 1994)
- Las Luces De Septiembre (1995)
- Marina (1999)
- La Sombra Del Viento (Umbra vântului, 2001)
- La Mujer de Vapor (2005)
- El Juego Del Ángel (Jocul îngerului, 2008)
- El Prisionero Del Cielo (Prizonierul cerului, 2011)
- El príncipe de parnasso (2012)
- El laberinto de los espíritus (Labirintul spiritelor, 2016)

## Premii literare
- 1993: Premiul Premio Edebé de Literatura Juvenil cu El príncipe de la niebla (rom. Prințul din negură, 2011).
- 2005: Barry Award la categoria - Best First Novel, pentru romanul La Sombra Del Viento - The Shadow of the Wind (rom. Umbra vântului, 2005).

## Traduceri în limba română
- 2005 - Umbra vântului, Ed. Polirom, Colecția BIBLIOTECA POLIROM, Traducere din limba spaniolă și note de Dragoș Cojocaru, ISBN 973-46-0024-9 Arhivat în 17 noiembrie 2011, la Wayback Machine., 496 pagini,
- 2009 - Jocul îngerului, Ed. Polirom, Colecția BIBLIOTECA POLIROM. Proza XXI, Traducere din limba spaniolă și note de Dragoș Cojocaru, ISBN 978-973-46-1389-2 Arhivat în 18 noiembrie 2011, la Wayback Machine., 472 pagini,
- 2010 - Marina, Ed. Polirom, Colecția BIBLIOTECA POLIROM. Proza XXI, Traducere din limba spaniolă și note de Ileana Scipione, ISBN 978-973-46-1761-6 Arhivat în 31 decembrie 2011, la Wayback Machine., 256 pagini,
- 2011 - Prințul din negură, Ed. Polirom, Colecția BIBLIOTECA POLIROM. Proza XXI, Traducere din limba spaniolă de Alina Titei,ISBN 978-973-46-2125-5 Arhivat în 26 noiembrie 2011, la Wayback Machine., 200 pagini,
- 2011 - Palatul de la Miazănoapte, Ed. Polirom, Colecția BIBLIOTECA POLIROM. Proza XXI, Traducere din limba spaniolă de Lavinia Similaru, ISBN 978-973-46-2257-3 Arhivat în 21 noiembrie 2011, la Wayback Machine., 248 pagini.
- 2012 - Prizonierul cerului, Ed. Polirom, Colecția BIBLIOTECA POLIROM. Proza XXI, Traducere din limba spaniolă de Ileana Scipione, ISBN  978-973-46-2645-8 Arhivat în 2 mai 2017, la Wayback Machine., 248 pagini.
- 2018 - Labirintul spiritelor, Ed. Polirom, Colecția BIBLIOTECA POLIROM. Actual, Traducere din limba spaniolă de Marin Mălaicu‑Hondrar, ISBN  978-973-46-7147-2 Arhivat în 6 martie 2019, la Wayback Machine., 896 pagini.